# Большие Ремезёнки
Большие Ремезёнки (эрз. Покш Эрьмезёнка) — село, центр сельской администрации в Чамзинском районе Мордовии. Население 497 чел. (2001), в основном мордва и эрзя.

## География
Расположено на реке Аморде, в 17 км от районного центра Чамзинка, в 36 км от Саранска и 5 км от железнодорожной станции Огарёвка, рядом с автодорогой Саранск — Ульяновск. 

## История
Название происходит от дохристианского имени Эрьменза (Ерьменза). В Генеральной переписи мордвы Алатырского уезда 1624 г. упоминаются 2 деревни с этим названием. В «Списке населённых мест Пензенской губернии» (1869) Ремезёнки (Большое Никольское) — село казённое из 176 дворов Саранского уезда. В 1931 г. в селе проживали 1 169 чел. С 1996 г. функционирует СХПК «Победа» (на базе бывшего колхоза). В селе есть средняя школа, Дом культуры, детсад, хлебопекарня, медпункт, отделение связи. Село газифицировано. В Большеремезёнскую сельскую администрацию входит село Красногорное (61 чел.; до 1964 г. — Ишаки; родина педагога, церковного историка Я. В. Бурлуцкого, а также детского писателя А. П. Хрулькова).
Известные люди села: Герои Социалистического Труда П. И. Акимов, А. П. Байкова, первые председатель колхоза и сельсовета Е. И. Храмов и Т. Е. Храмов. Около 200 уроженцев Больших Ремезёнок погибли на фронтах Великой Отечественной войны.

## Население
| 2002 | 2010 |
| ---- | ---- |
| 481  | ↘452 |